# Lumia影像應用程式
Lumia影像應用程式是由微軟移動（之前由诺基亚）为微软Lumia开发基于Scalado技术的应用程序（最初是为Symbian和MeeGo设备开发）。Lumia影像应用程式早期都在名称前面标注“诺基亚”，但微软收购诺基亚后，以系列名「Lumia 」取代诺基亚品牌， 並对Lumia拍摄系列增添全新功能。大多数成像应用是由Microsoft Lund部门开发。Lumia成像功能整合到Windows 10行動版中Windows相機和Microsoft照片應用，部分應用將在2015年10月30號停止支持。

## Lumia Video Trimmer
Lumia Video Trimmer (旧称 Nokia Video Trimmer) 是一款最初由诺基亚推出的视频编辑应用，用户可编辑Lumia设备上的视频并分享。

## Lumia创意工作室
Lumia创意工作室（旧称 诺基亚创意工作室）是一款影像编辑应用程序，允许用户编辑照片并合并到全景图里，用滤镜进行后期，如素描、夜视、梦幻、卡通、彩色和丝印效果。 诺基亚创意工作室在后来更新中，可以让用户直接使用内置相机应用编辑并创建新照片，并加入裁剪、调整、类似 Instagram 的效果，附加效果包括面部微调和实时风格，这些滤镜可在用户编辑时预览。用 Lumia 创意工作室编辑的图片可被分享在 Twitter 、Flickr 、Facebook 的一些社交网络。 诺基亚创意工作室6引入无损编辑， 可让用户无限量地执行并撤销行为，在6版本中增加的功能包括旋转、拉伸、改变长宽比。

## Lumia动态图片
Lumia动态图片（旧称諾基亞动态图片） 是由早期为诺基亚、现为微软开发的一款摄像软件。諾基亞动态图片最初基于诺基亚收购的Scalado提供的技术。 该软件能够从图像中创建微妙的 GIF 动画 (或动态图片)， 这可以在同一画面里包含静止和运动成分，尽管文件导出为 GIF 动画用户可以导出为普通JPG文件并共享，Lumia 动态图片仍不能在其他设备上欣赏。
2014年微软收购诺基亚手机和服务部门后重命名为Lumia 动态图片。
Lumia Beta Apps部门推出 Lumia Cinemagraph Beta，将诺基亚网站的内容迁移到Microsoft OneDrive ，随后在正式版提供此功能。 之前通过Nokia Memories 网站同步内容。

## Lumia分享
Lumia分享 (旧称 諾基亞分享) 是一款适用于Windows和Windows Phone的照片同步应用，被设计为用诺基亚Lumia智能手机来连接诺基亚Lumia 2520，通过 Lumia 影像日志来分享图片并需要在WIFI连接环境下。 但只仅仅在诺基亚Lumia 2520 上工作并不在其他Microsoft Windows设备上工作。

## Lumia全景
Lumia全景（旧称 諾基亞全景）是一款起源于塞班和MeeGo系统的Lumia应用，可在纵向或横向模式制作全景并且用户可直接在脸谱网和推特上分享。在2015年九月微軟宣布，他們將不再發布更新或支持Lumia全景。

## Lumia远程播放
Lumia远程播放（旧称 諾基亞远程播放 和 远程播放 ）是一款基于DLNA的应用程序，用户可以跨设备分享媒体。它最初在塞班手机上推出，并且在2012年Nokia Beta Lab 将它引进Lumia手机。

## Lumia影像日志
Lumia影像日志 (之前称 諾基亞影像日志) 是一款Windows和Windows Phone的剪贴簿应用，并以故事的形式展示Lumia设备获取的照片和视频Lumia影像日志整合了Here地图以显示每一个单独的照片和视频剪辑的拍摄地点， 并允许音乐发烧友在Lumia 1520 上捕捉定向立体声采样。在2015年九月微軟宣布，他們將在2015年10月30日停止Lumia影像日志及其相關在線服務，該應用的一些功能將在Windows10照片應用程序來實現。

## Lumia自拍
Lumia自拍 (旧称 諾基亞魅力魔镜) 是一款“自拍”应用，可同时使用前置和后置摄像头，提供面部识别功能（但对戴眼镜面部有识别困难），并通过美化“自拍”给用户一个更大的微笑，洁白的牙齿，更大的眼睛，改变肤色，使自拍更为明亮或更暗。在2015年八月微軟增加了對自拍杆支持.

## Lumia再对焦
Lumia再对焦（旧称 諾基亞再对焦）在2013年阿布扎比的Nokia World大会上发布，为带有PureView 技术的Lumia设备的独占应用，特点是在你已经拍摄后改变焦点， 当启动后开启摄像模式，会在场景间做出分析并摄取两到八张照片，以便用户事后根据需要调整，此外拥有内置社交网络共享功能。

## Lumia专业拍摄
Lumia专业拍摄为Nokia Pro Cam和Nokia Smart Cam合并后的成像应用程式，并在Lumia Black更新中加入。 該程式最初在2013年推出，提供3种基本模式：拍照模式、智慧連拍模式、錄影模式，在智慧連拍模式中，用户使用連續快门，可以在每一帧中的移除特定對象、改变笑脸和创造“段落镜头”。拍照模式有夜景模式和运动模式，錄影模式提供视频录制。诺基亚Lumia 1020和诺基亚Lumia 1520可获取原始DNG。
随着Lumia Cyan公佈诺基亚改善诺基亚专业拍摄的低光性能，添加连续自动对焦，添加对动态影像的支持，并提升应用程序的性能。 随着Lumia Denim 微软更其名为 Lumia 专业拍摄，并推出大量新功能的5.0版本，但仅限于带有PureView 技术的高端设备，同时推出的Nokia Camera Beta 应用更名为Lumia Camera Classic 。
Lumia专业拍摄5.0拥有一系列新功能，包括更快地拍摄能力、录制每秒 24 且每帧有8.3万像素的4K 视频、自动HDR 和动态闪光灯。由于功能需求所以没有提供给廉价并过时的Lumia 设备。

## Microsoft照片插件
Microsoft照片插件（舊稱 Lumia精彩瞬间）为Lumia Denim 更新的一个新功能，可以在视频里截取最佳帧并将其存为独立影像， 由于处理能力要求，只有带有较新高通晓龙处理器的诺基亚 Lumia ICON 、诺基亚Lumia 1520 、诺基亚Lumia 830 和 诺基亚Lumia 930 设备可以运行该集成 Lumia Imaging SDK 的软件。 Lumia 精彩瞬间可以创建两种类型的影像，一种是使用最佳帧可查找图片并将其另存为动态影像，然后在相册或Lumia 影像日志中查看栩栩如生的照片。 另一种是使用连拍模式，可增加闪光效果以显示动作或添加模糊效果以突出运动效果。
在Windows 10行動版中微軟決定去除該應用程式的Lumia品牌，在多個Lumia成像應用停止支持的同時。

## Movie Creator Beta
Movie Creator Beta（旧称 Nokia Video Director 但却仍在Windows Phone 市集上发布）是2014年微软移动推出的视频制作应用程序。用户可以通过合成照片、视频剪辑、音乐采样并输入文字制作出电影。
在2015年4月Movie Creator Beta 添加对Microsoft OneDrive和4K视频的支持。

## PhotoBeamer
PhotoBeamer（旧称 Nokia PhotoBeamer）是最初由Scalado 开发并被诺基亚收购后一直到Windows Phone 的影像应用程序，可以让用户将联机的Lumia设备上显示的图像，投射到任何联机设备（包括移动电话、平板电脑、笔记版电脑和智能电视）上的PhotoBeamer应用。PhotoBeamer网站会显示一个QR 码，需要用户使用Bing Vision扫描并下载应用程序。

## Video Upload
Video Uploader (旧称 Nokia Video Upload) 是一款YouTube视频上传软件，可以让Lumia用户上传视频到Google旗下的YouTube，最初只支持Lumia 1020，之后扩展到更多设备。

## Video Tuner
Video Tuner（旧称 诺基亚Video Tuner）是一款视频编辑应用程序， 可以进行裁剪、放慢镜头、亮化视频颜色、添加音乐、使用滤镜、旋转、修剪并直接共享至Instagram。 该软件集成了Lumia Imaging SDK使开发者能开发出类似的编辑应用。

## 智能拍摄
智能拍摄（旧称 諾基亞智能拍摄）是一款摄像应用，用户可以选择最佳镜头，或将照片合成一张图片。